# Serra da Cascalheira
A Serra da Cascalheira é uma ramificação da Serra de Leomil, fica localizada entre as freguesias de Cujó e Almofala, e Pendilhe. O ponto mais alto situa-se nos 1037 metros de altitude. É nesta serra que nasce o Rio Mau, a 953m de altitude.